# 선주중학교
선주중학교(善州中學校)는 대한민국 경상북도 구미시 봉곡동에 있는 공립 중학교이다.

## 학교 연혁
- 2002년 8월 1일 : 학교 설립승인(30학급)
- 2004년 3월 5일 : 입학식 (8학급, 특수학급 1, 신입생 총수 270명)
- 2018년 2월 28일 : 2018경상북도 인성교육 중점학교 선정
- 2018년 3월 28일 : 2018명품학교 선정
- 2020년 2월 25일 : 2020 수학나눔학교 선정
- 2020년 3월 2일 : 2020 경북미래학교 선정
- 2023년 3월 1일 : 인공지능 선도학교 선정
- 2023년 9월 1일 : 제9대 허윤희 교장 취임
- 2024년 1월 5일 : 제18회 졸업식(8학급 남 105명, 여 84명, 총 졸업생수 5,482명)
- 2024년 3월 4일 : 제21회 입학식(8학급 남 77명, 여 84명 계 161명)

## 참고 자료
- 선주중학교 - 한국교육학술정보원 학교알리미